# Árpád Lengyel

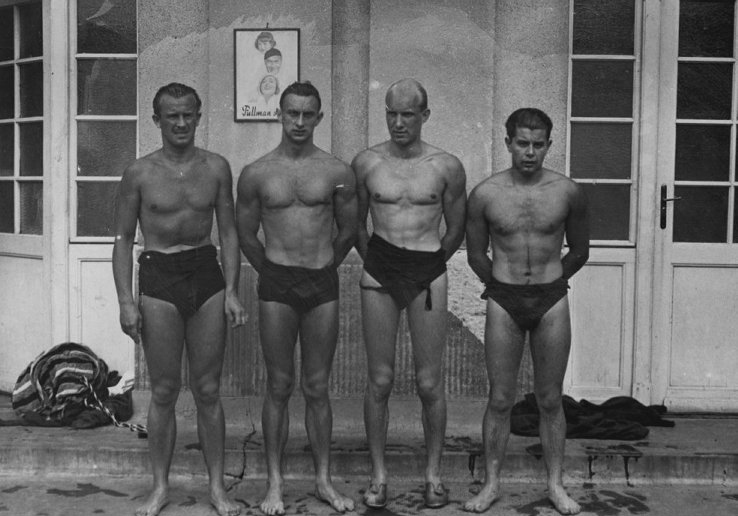
Von links nach rechts: László Szabados, Ferenc Csík, Árpád Lengyel, Ödön Gróf (1936)

Árpád Lengyel (* 11. April 1915 in Kaposvár; † 30. April 1993 in Edgewater, New Jersey) war ein ungarischer Schwimmer, der bei den Olympischen Spielen 1936 eine Bronzemedaille gewann. 1934 war er Europameister und 1938 Europameisterschaftsdritter.

## Sportliche Karriere
Bei den Schwimmeuropameisterschaften 1934 in Magdeburg gewann die ungarische 4-mal-200-Meter-Freistilstaffel mit Ödön Gróf, András Marothy, Ferenc Csík und Árpád Lengyel den Titel vor der deutschen und der italienischen Staffel.
1935 stellten István Angyal, Ferenc Csik, Árpád Lengyel und Ödön Gróf in 9:14,8 Minuten einen Europarekord in der 4-mal-200-Meter-Freistilstaffel auf. Auch bedingt durch den Zweiten Weltkrieg wurde dieser Rekord erst nach zwölf Jahren im September 1947 unterboten.
Im Jahr darauf bei den olympischen Schwimmwettbewerben in Berlin schwamm die ungarische Staffel in den Vorläufen die drittschnellste Zeit. Árpád Lengyel, Oszkár Abay-Nemes, Ödön Gróf und Ferenc Csík steigerten sich im Finale noch einmal um acht Sekunden und erkämpften die Bronzemedaille hinter den Staffeln aus Japan und aus den Vereinigten Staaten. Lengyel wurde in seinem Vorlauf über 400 Meter Freistil Vierter und schied damit knapp aus. Die ersten beiden jedes Vorlaufs und die zwei Zeitschnellsten kamen eine Runde weiter, Lengyel war der Schnellste, der nicht weiterkam. Über 100 Meter Rücken war Lengyel Fünfter seines Vorlaufs, die ersten drei jedes Vorlaufs erreichten die nächste Runde. Lengyel war auch über 1500 Meter Freistil gemeldet, trat aber nicht an.
1937 stellte Lengyel zusammen mit Zoltan Kiss, Gyula Dienes und Ferenc Csik in 4:10,2 Minuten einen Weltrekord in der 4-mal-100-Meter-Freistilstaffel auf, der nach zwei Monaten von einer anderen ungarischen Staffel verbessert wurde. Nur Ferenc Csik war an beiden Weltrekorden beteiligt.
Bei den Schwimmeuropameisterschaften 1938 in London siegten über 100 Meter Rücken die beiden Deutschen Heinz Schlauch und Gerhard Nüske, dahinter erschwamm Lengyel die Bronzemedaille.